# Mario Gaspar Pérez Martínez
Mario Gaspar Pérez Martínez (Novelda, 24 de novembre de 1990) és un futbolista professional valencià, que ocupa la posició de lateral dret.
Ha format part de les categories inferiors del Vila-real CF. El 15 de març de 2009 debutà amb els groguets a la màxima categoria, en partit contra l'Atlètic de Madrid. Ha estat internacional amb les seleccions espanyoles sub-19, sub-20, sub-21, i absoluta.

## Carrera de club
Nascut a Novelda, Mario Gaspar es va formar al futbol base del Vila-real CF. El 15 de març de 2009, amb només 18 anys, va debutar al primer equip –i a la Lliga– en un partit contra l'Atlètic de Madrid: va substituir Giuseppe Rossi amb uns 25 minuts per jugar, amb el marcador de 2-1, però el El submarí groguet finalment va perdre 3–2 fora.
Mario Gaspar va passar tota la temporada 2009-10 amb el filial, començant com a titular en els 31 partits en què va participar, en una temporada en què van mantenir fàcilment el seu estatus de Segona Divisió recentment asoolit. Va ascendir definitivament a la plantilla del primer equip a mitjan campanya següent després de la greu lesió al genoll d'Ángel López, i també va ser impulsat a l'onze titular.
El 16 de gener de 2011, en la seva primera titularitat, Mario Gaspar va jugar els 90 minuts complets en una victòria a casa per 4-2 davant el CA Osasuna, acabant la temporada amb 22 aparicions. Va marcar el seu primer gol en competició l'1 de maig de 2012, obrint una victòria per 3-2 a l'Sporting de Gijón cap al final d'una campanya que va acabar amb el descens. El maig de 2014, quan li quedava un any de contracte, es va prorrogar per quatre més.
Mario Gaspar va marcar el seu primer gol a la competició europea el 21 d'agost de 2014, i va cloure una victòria fora de casa al camp del FC Astana per 3-0 al partit d'anada del play-off de la UEFA Europa League (7-0 global). El gener de 2017, va signar una nova ampliació de contracte fins al 2023.
El 18 de març de 2018, Mario Gaspar va jugar el seu partit oficial número 300 amb el Vila-real, en una victòria per 2-1 a l'Atlètic; només Cani, Marcos Senna i el seu company Bruno Soriano havien assolit aquesta xifra abans per al club. Va ocupar el càrrec de capità durant les llargues lesions de l'últim d'aquests jugadors, i el 21 d'abril de 2021 amb una derrota per 2-1 fora del Deportivo Alavés es va unir a ell en la xifra de 400 partits.
El 2021-22, encara sota l'entrenador Unai Emery, Mario Gaspar va ser suplent de Serge Aurier i Juan Foyth.

### Watford
El 29 de juliol de 2022, Mario Gaspar va marxar a l'EFL Championship, al club Watford FC. Hi va debutar en lliga el 8 d'agost, entrant al minut 77 en substitució de Hassane Kamara en un empat 1–1 contra el West Bromwich Albion FC.
Mario Gaspar was released in juliol 2023, having reached an agreement to cancel his contract.

### Elx
El 31 de juliol de 2023, Mario Gaspar va retornar al País Valencià, en fitxar per l'Elx CF per un any amb opció a un d'addicional.

## Internacional
Mario Gaspar va jugar 16 partits per a Espanya a nivell juvenil, inclosos dos per a la sub-21. Va rebre la seva primera convocatòria per la selecció espanyola absoluta l'octubre de 2015, va debutar el dia 12 i va marcar l'únic gol del partit a Ucraïna –l'última ronda, la selecció espanyola ja havia aconseguit la primera posició del seu grup– per a la Classificacions per a la UEFA Euro 2016. Va repetir la gesta el següent partit, marcant una xilena per obrir una victòria amistosa per 2-0 contra Anglaterra a Alacant, un gol que fou nominat al Premi Puskás de la FIFA.

## Palmarès
Vila-real CF
- 1 Lliga Europa de la UEFA: 2020-21